# Eleições legislativas na Áustria em 1971
As eleições legislativas austríacas de 1971 foram realizadas a 10 de Outubro. As eleições foram antecipadas, após a aprovação da nova lei eleitoral, fruto do acordo entre o Partido Socialista da Áustria e o Partido da Liberdade da Áustria. Os resultados deram uma maioria absoluta, pela primeira vez na história da Áustria, ao Partido Socialista da Áustria, algo que, permitiu a Bruno Kreisky continuar como chanceler .

## Resultados Oficiais
| Partido                     | Partido                 | Votos     | %               | +/-   | Deputados | +/-     |
| --------------------------- | ----------------------- | --------- | --------------- | ----- | --------- | ------- |
|                             | Partido Socialista      | 2 280 168 | 50,04 / 100,00  | 1,62  | 93 / 183  | 12      |
|                             | Partido Popular         | 1 964 713 | 43,12 / 100,00  | 1,57  | 80 / 183  | 2       |
|                             | Partido da Liberdade    | 248 473   | 5,45 / 100,00   | 0,07  | 10 / 183  | 4       |
| Barreira Eleitoral de 4,00% |                         |           |                 |       |           |         |
|                             | Partido Comunista       | 61 762    | 1,36 / 100,00   | 0,38  | 0 / 183   | Estável |
|                             | Esquerda Ofensiva       | 1 874     | 0,04 / 100,00   | Novo  | 0 / 183   | Novo    |
| Votos inválidos             | Votos inválidos         | 50 626    | 1,10 / 100,00   | 0,20  |           |         |
| Total                       | Total                   | 4 607 616 | 100,00 / 100,00 |       | 183 / 183 | 18      |
| Eleitorado/Participação     | Eleitorado/Participação | 4 984 448 | 92,44 / 100,00  | 0,66  |           |         |
| Fonte                       | Fonte                   | [ 2 ]     | [ 2 ]           | [ 2 ] | [ 2 ]     | [ 2 ]   |